# سارة بنسون
سارة بنسون (بالإنجليزية: Sarah Benson)‏ هي مخرجة بريطانية، ولدت في 1978.